# Souper Ligka Ellada 2010-2011
La Souper Ligka Ellada 2010-2011 fu la 75ª edizione della massima serie del campionato di calcio greco disputata tra il 27 agosto 2010 e il 25 maggio 2011 e conclusa con la vittoria dell'Olympiacos Pireo, al suo trentottesimo titolo.

## Stagione

### Formula
Come nella stagione precedente le squadre partecipanti furono sedici e disputarono un girone di andata e ritorno per un totale di 30 partite.
Le ultime tre classificate furono retrocesse in Football League.
Il punteggio prevedeva tre punti per la vittoria, uno per il pareggio e nessuno per la sconfitta.
Le squadre ammesse alle coppe europee furono cinque: i campioni alla fase a gironi della UEFA Champions League 2011-2012 mentre per l'altro posto disponibile in Champions League e i tre per la UEFA Europa League 2011-2012 fu disputato un girone al quale parteciparono le squadre classificate dal secondo al quinto posto che giocarono un totale di sei partite. La vincitrice di questo girone si qualificò alla Champions League e le altre alla UEFA Europa League.

### Avvenimenti
Trentottesima affermazione dell'Olympiakos, che nel corso della stagione tenne a distanza i campioni uscenti del Panathinaikos concludendo il girone di andata con cinque punti di vantaggio sui rivali e assicurandosi il titolo con tre turni di anticipo. Nelle posizioni a ridosso, valide per l'accesso al girone di qualificazione alle coppe europee, l'Olympiakos Volos riuscì a guadagnare l'ultima posizione disponibile, a spese dell'Aris Salonicco che pure era riuscito a prevalere nello scontro diretto della penultima giornata.
In fondo alla classifica, il neopromosso Kerkyra ottenne la sua prima salvezza con una giornata di anticipo, condannando in un primo momento l'Asteras Tripolis (in seguito ripescato per effetto della retrocessione dell'Iraklis per debiti), il Larissa e il Panserraikos in Football League.

## Squadre partecipanti
| Club             | Stagione | Città      | Stadio                      | Stagione 2009-2010                |
| ---------------- | -------- | ---------- | --------------------------- | --------------------------------- |
| AEK Atene        | dettagli | Atene      | Stadio Olimpico             | 4° in Super League                |
| Arīs Salonicco   | dettagli | Salonicco  | Stadio Kleanthis Vikelidis  | 5° in Super League                |
| Asteras Tripolīs | dettagli | Tripoli    | Stadio Asteras Tripolis     | 12° in Super League               |
| Atromītos        | dettagli | Peristeri  | Stadio Peristeri            | 7° in Super League                |
| Ergotelīs        | dettagli | Candia     | Pankritio Stadium           | 11° in Super League               |
| Īraklīs          | dettagli | Salonicco  | Stadio Kaftanzoglio         | 10° in Super League               |
| Kavala           | dettagli | Kavala     | Stadio Anthi Karayanni      | 6° in Super League                |
| Kerkyra          | dettagli | Corfù      | Stadio Kerkyra              | 2° in Beta Ethniki                |
| Larissa          | dettagli | Larissa    | Stadio Alcazar AEL FC Arena | 8° in Super League                |
| Olympiacos       | dettagli | Il Pireo   | Stadio Karaiskákis          | 2° in Super League                |
| Olympiakos Volos | dettagli | Volos      | Stadio Municipale           | 1° in Beta Ethniki                |
| Panathīnaïkos    | dettagli | Atene      | Stadio Olimpico             | Campione di Grecia                |
| Paniōnios        | dettagli | Nea Smyrnī | Stadio Nea Smyrni           | 9° in Super League                |
| Panserraïkos     | dettagli | Serres     | Stadio di Serres            | Vincitore dei playoff-promozione. |
| PAOK             | dettagli | Salonicco  | Stadio Toumba               | 3° in Super League                |
| Skoda Xanthī     | dettagli | Xanthi     | Skoda Xanthi Arena          | 13° in Super League               |

## Classifica finale
|  | Pos. | Squadra          | Pt | G  | V  | N  | P  | GF | GS | DR  |
|  | ---- | ---------------- | -- | -- | -- | -- | -- | -- | -- | --- |
|  | 1.   | Olympiacos       | 73 | 30 | 24 | 1  | 5  | 65 | 18 | +47 |
|  | 2.   | Panathīnaïkos    | 60 | 30 | 18 | 6  | 6  | 47 | 26 | +21 |
|  | 3.   | AEK Atene        | 50 | 30 | 15 | 5  | 10 | 46 | 37 | +9  |
|  | 4.   | PAOK             | 48 | 30 | 14 | 6  | 10 | 32 | 29 | +3  |
|  | 5.   | Olympiakos Volos | 47 | 30 | 12 | 11 | 7  | 40 | 28 | +12 |
|  | 6.   | Arīs Salonicco   | 45 | 30 | 13 | 6  | 11 | 29 | 29 | 0   |
|  | 7.   | Kavala           | 40 | 30 | 10 | 10 | 10 | 29 | 27 | +2  |
|  | 8.   | Ergotelīs        | 39 | 30 | 11 | 6  | 13 | 32 | 38 | -6  |
|  | 9.   | Skoda Xanthī     | 36 | 30 | 9  | 9  | 12 | 29 | 35 | -6  |
|  | 10.  | Īraklīs          | 35 | 30 | 7  | 14 | 9  | 22 | 28 | -6  |
|  | 11.  | Paniōnios        | 35 | 30 | 8  | 11 | 11 | 25 | 35 | -10 |
|  | 12.  | Atromītos        | 34 | 30 | 7  | 13 | 10 | 30 | 34 | -4  |
|  | 13.  | Kerkyra          | 33 | 30 | 9  | 6  | 15 | 30 | 40 | -10 |
|  | 14.  | Asteras Tripolīs | 31 | 30 | 7  | 10 | 13 | 21 | 29 | -8  |
|  | 15.  | Larissa          | 25 | 30 | 5  | 10 | 15 | 29 | 47 | -18 |
|  | 16.  | Panserraïkos     | 24 | 30 | 6  | 6  | 18 | 22 | 48 | -26 |

Legenda:

      Campione di Grecia e ammesso alla UEFA Champions League
      Ammesso ai play-off
      Retrocesso in Football League
      Retrocesso in Football League 2
      Retrocesse in Delta Ethniki
Note:

Tre punti a vittoria, uno a pareggio, zero a sconfitta.
Iraklis retrocesso per debiti
Kavala e Olympiakos Volos retrocessi per scandalo partite truccate

## Play-off
Per la qualificazione alle coppe europee furono disputati i play-off: le classificate dalla seconda alla quinta posizione giocarono in un girone all'italiana con partite di andata e ritorno. La vincente si qualificò in Champions League mentre le altre tre squadre in UEFA Europa League. In base alla classifica della stagione regolare le squadre ottennero un bonus di punti.
- Panathīnaïkos +3 punti
- AEK Atene +1 punto
- PAOK Salonicco +0 punti
- Olympiakos Volos +0 punti

|  | Pos. | Squadra          | Pt | G | V | N | P | GF | GS | DR |
|  | ---- | ---------------- | -- | - | - | - | - | -- | -- | -- |
|  | 1.   | Panathīnaïkos    | 13 | 6 | 3 | 1 | 2 | 9  | 5  | +4 |
|  | 2.   | PAOK             | 12 | 6 | 4 | 0 | 2 | 11 | 8  | +3 |
|  | 3.   | AEK Atene        | 8  | 6 | 2 | 1 | 3 | 6  | 6  | 0  |
|  | 4.   | Olympiakos Volos | 6  | 6 | 2 | 0 | 4 | 5  | 12 | -7 |

Legenda:

      Ammesso alla UEFA Champions League
      Ammesso alla UEFA Europa League
Note:

Tre punti a vittoria, uno a pareggio, zero a sconfitta.
AEK Atene +1 punto
Panathinaikos +3 punti

### Verdetti
- Olympiakos Pireo campione di Grecia 2010-2011 e qualificato alla UEFA Champions League
- Panathinaikos qualificato al terzo turno preliminare della UEFA Champions League
- AEK Atene, PAOK Salonicco e Olympiakos Volos qualificati alla UEFA Europa League
- Iraklis Salonicco, Larissa e Panserraikos retrocesse in Football League

### Squadra campione
- Urko Pardo (22)
- François Modesto (24)
- Olof Mellberg (23)
- Ariel Ibagaza (24)
- José Holebas (24)
- Avraam Papadopoulos (26)
- Dennis Rommedahl (18)
- Albert Riera (26)
- Marko Pantelić (20)
- David Fuster (29)
- Kevin Mirallas (24)
- Allenatore: Ernesto Valverde

Riserve
- Vasilīs Torosidīs (20), Dudu Cearense (19), Ioannis Fetfatzidis (19), Raúl Bravo (18), Moisés Hurtado (16), Jaouad Zairi (13), Rafik Djebbour (10), Ioannis Papadopoulos (8), Giannīs Maniatīs (6), Antōnīs Nikopolidīs (6), Ioannis Potouridis (5), Balázs Megyeri (3)[3]

## Classifica marcatori
|  | Gol | Rigori | Marcatore         | Squadra       |
|  | --- | ------ | ----------------- | ------------- |
|  | 20  | 5      | Djibril Cissé     | Panathīnaïkos |
|  | 14  | -      | Kevin Mirallas    | Olympiacos    |
|  | 13  | 3      | David Fuster      | Olympiacos    |
|  | 12  | -      | Rafik Djebbour    | AEK Atene     |
|  | 10  | -      | Benjamin Onwuachi | Kavala        |

## Statistiche

### Squadre
- Maggior numero di vittorie:  Olympiacos (24)
- Minor numero di sconfitte:  Olympiacos (5)
- Miglior attacco:  Olympiacos (65 gol fatti)
- Miglior difesa:  Olympiacos (18 gol subiti)
- Miglior differenza reti:  Olympiacos (+47)
- Maggior numero di pareggi:  Īraklīs (14)
- Minor numero di pareggi:  Olympiacos (1)
- Minor numero di vittorie:  Larissa (5)
- Maggior numero di sconfitte:  Panserraïkos (18)
- Peggior attacco:  Asteras Tripolīs (21 gol fatti)
- Peggior difesa:  Panserraïkos (48 gol subiti)
- Peggior differenza reti:  Panserraïkos (-26)

### Giocatori
- Capocannoniere: Djibril Cissé ( Panathīnaïkos, 20 reti)
- Maggior numero di cartellini gialli: Victoraș Iacob ( Īraklīs, 12 ammonizioni)
- Maggior numero di cartellini rossi: Karim Soltani ( Īraklīs), 14 espulsioni)

## Risultati
| 1ª giornata  |                            |             |
| 29 ago. 2010 |                            | 5 gen. 2011 |
| 1-1          | Panathinaikos-Skoda Xanthi | 2-0         |
| 1-0          | Larissa-Atromitos          | 0-3         |
| 0-1          | Panionis-Olympiakos Volos  | 0-0         |
| 0-1          | Ergotelis-Asteras Tripolis | 1-3         |
| 3-2          | PAOK-Panserraikos          | 1-1         |
| 0-1          | Kavala-Aris                | 0-1         |
| 2-1          | Kerkyra-AEK Atene          | 0-0         |
| 2-1          | Iraklis-Olympiakos         | 0-2         |

| 4ª giornata  |                             |              |
| 26 set. 2010 |                             | 23 gen. 2011 |
| 2-1          | Atromitos-Panserraikos      | 1-0          |
| 3-0          | Olympiakos-Asteras Tripolis | 1-0          |
| 2-1          | Panathinaikos-Panoionios    | 1-1          |
| 0-1          | Iraklis-Kavala              | 0-3          |
| 1-1          | Larissa-Kerkyra             | 0-1          |
| 1-0          | Skoda Xanthi-PAOK           | 1-2          |
| 1-0          | Aris-Ergotelis              | 0-0          |
| 3-1          | Olympiakos Volos-AEK Atene  | 4-0          |

| 7ª giornata  |                          |              |
| 24 ott. 2010 |                          | 13 feb. 2011 |
| 1-1          | Atromitos-Skoda Xanthi   | 0-3          |
| 0-0          | Asteras Tripolis-Iraklis | 0-0          |
| 1-1          | Olympiakos Volos-Larissa | 2-1          |
| 3-1          | Kavala-Ergotelis         | 1-2          |
| 0-2          | Panserraikos-Kerkyra     | 0-3          |
| 3-1          | PAOK-Panionios           | 0-1          |
| 1-0          | Olympiakos-Aris          | 2-1          |
| 1-0          | AEK Atene-Panathinaikos  | 1-3          |

| 10ª giornata |                               |             |
| 13 nov. 2010 |                               | 6 mar. 2011 |
| 0-1          | Paionios-Atromitos            | 2-1         |
| 0-2          | Ergotelis-Olympiakos          | 0-3         |
| 1-1          | Kerkyra-Skoda Xanthi          | 1-2         |
| 2-1          | PAOK-AEK Atene                | 0-4         |
| 1-1          | Panathinaikos-Larissa         | 0-2         |
| 0-1          | Asteras Tripolis-Kavala       | 0-1         |
| 1-0          | Iraklis-Aris                  | 1-0         |
| 2-2          | Panserraikos-Olympiakos Volos | 0-3         |

| 13ª giornata |                               |             |
| 5 dic. 2010  |                               | 3 apr. 2011 |
| 1-1          | Iraklis-Ergotelis             | 0-1         |
| 0-1          | Panionis-Kerkyra              | 2-1         |
| 2-0          | Panathinaikos-Panserraikos    | 0-1         |
| 1-0          | Skoda Xanthi-Olympiakos Volos | 0-3         |
| 1-1          | Atromitos-AEK Atene           | 0-1         |
| 1-0          | Aris-Asteras Tripolis         | 2-1         |
| 1-2          | Larissa-PAOK                  | 0-1         |
| 0-1          | Kavala-Olympiakos             | 1-3         |

| 2ª giornata  |                            |             |
| 12 set. 2010 |                            | 9 gen. 2011 |
| 0-0          | Asteras Tripolis-PAOK      | 0-1         |
| 1-1          | Atromitos-Iraklis          | 0-1         |
| 2-0          | Olympiakos-Kerkyra         | 2-0         |
| 0-1          | Aris-Panathinaikos         | 0-1         |
| 0-1          | Olympiakos Volos-Ergotelis | 0-0         |
| 0-0          | Larissa-Kavala             | 0-1         |
| 2-0          | AEK Atene-Panserraikos     | 3-1         |
| 1-1          | Skoda Xanthi-Panionios     | 2-0         |

| 5ª giornata |                             |              |
| 3 ott. 2010 |                             | 30 gen. 2011 |
| 1-1         | Asteras Tripolis-Atromitos  | 0-0          |
| 3-1         | Olympiakos-Olympiakos Volos | 1-0          |
| 2-1         | Kavala-Panionios            | 1-1          |
| 0-0         | Kerkyra-Hercules            | 0-0          |
| 1-0         | AEK Atene-Skoda Xanthi      | 2-0          |
| 1-4         | Ergotelis-Panathinaikos     | 0-2          |
| 1-0         | Panserraikos-Larissa        | 1-2          |
| 0-1         | PAOK-Aris                   | 0-0          |

| 8ª giornata  |                          |              |
| 31 ott. 2010 |                          | 20 feb. 2011 |
| 2-0          | Aris-Atromitos           | 0-0          |
| 3-0          | Larissa-Skoda Xanthi     | 1-1          |
| 2-1          | Panathinaikos-Olympiakos | 1-2          |
| 0-0          | Iraklis-Olympiakos Volos | 1-1          |
| 1-2          | Kerkyra-Asteras Tripolis | 2-0          |
| 1-0          | Panserraikos-Kavala      | 0-0          |
| 1-2          | Ergotelis-PAOK           | 0-2          |
| 1-0          | Panionios-AEK Atene      | 1-1          |

| 11ª giornata |                                    |              |
| 21 nov. 2010 |                                    | 13 mar. 2011 |
| 1-1          | Olymipiakos Volos-Asteras Tripolis | 1-2          |
| 2-0          | Skoda Xanthi-Panserraikos          | 1-2          |
| 1-1          | Atromitos-Ergotelis                | 1-1          |
| 2-0          | Aris-Kerkyra                       | 4-3          |
| 4-2          | Panathinaikos-Iraklis              | 3-1          |
| 0-1          | Larissa-Panionios                  | 3-3          |
| 2-1          | Kavala-AEK Atene                   | 0-1          |
| 3-0          | Olympiakos-PAOK                    | 1-2          |

| 14ª giornata |                                |              |
| 12 dic. 2010 |                                | 10 apr. 2011 |
| 1-1          | Olympiakos Volos-Aris          | 1-2          |
| 1-0          | PAOK-Iraklis                   | 0-0          |
| 1-1          | Skoda Xanthi-Kavala            | 1-1          |
| 3-0          | Ergotelis-Kerkyra              | 0-1          |
| 1-1          | Panserraikos-Panionios         | 0-0          |
| 4-0          | AEK Atene-Larissa              | 2-3          |
| 2-1          | Olympiakos-Atromitos           | 1-3          |
| 0-0          | Asteras Tripolis-Panathinaikos | 0-1          |

| 3ª giornata  |                            |              |
| 19 set. 2010 |                            | 16 gen. 2011 |
| 1-0          | Ergotelis-Skoda Xanthi     | 0-1          |
| 1-0          | Iraklis-Larissa            | 1-2          |
| 2-2          | Kavala-Panathinaikos       | 2-4          |
| 3-1          | Kerkyra-Atromitos          | 2-4          |
| 1-1          | PAOK-Olympiakos Volos      | 0-3          |
| 1-0          | Panionios-Aris             | 2-0          |
| 0-1          | Panserraikos-Olympiakos    | 2-4          |
| 2-2          | AEK Atene-Asteras Tripolis | 0-3          |

| 6ª giornata  |                            |             |
| 17 ott. 2010 |                            | 6 feb. 2011 |
| 0-1          | Panionios-Ergotelis        | 0-2         |
| 0-3          | Skoda Xanthi-Olympiakos    | 0-1         |
| 1-0          | Panathinaikos-PAOK         | 1-0         |
| 2-2          | Atromitos-Olympiakos Volos | 0-2         |
| 1-1          | Kerkyra-Kavala             | 0-1         |
| 1-1          | Iraklis-Panserraikos       | 2-1         |
| 0-2          | Larissa-Asteras Tripolis   | 1-1         |
| 0-4          | Aris-AEK Atene             | 2-1         |

| 9ª giornata |                               |              |
| 8 nov. 2010 |                               | 27 feb. 2011 |
| 2-2         | Skoda Xanthi-Iraklis          | 1-1          |
| 0-2         | Asteras Tripolis-Panserraikos | 1-0          |
| 1-0         | Olympiakos Volos-Corfu        | 3-1          |
| 5-0         | Olympiakos-Panionios          | 1-1          |
| 1-1         | Aris-Larissa                  | 2-2          |
| 0-1         | Kavala-PAOK                   | 2-0          |
| 3-1         | AEK Atene-Ergotelis           | 2-3          |
| 0-1         | Atromitos-Panathinaikos       | 1-1          |

| 12ª giornata |                              |              |
| 28 nov. 2010 |                              | 20 mar. 2011 |
| 2-1          | Ergotelis-Larissa            | 3-3          |
| 1-0          | Panserraikos-Aris            | 1-3          |
| 1-0          | AEK Atene-Olympiakos         | 0-6          |
| 1-2          | Asteras Tripoli-Skoda Xanthi | 0-1          |
| 1-1          | Olympiakos Volos-Kavala      | 1-0          |
| 1-0          | Panionios-Iraklis            | 1-1          |
| 0-1          | PAOK-Atromitos               | 2-2          |
| 0-2          | Kerkyra-Panathinaikos        | 1-2          |

| 15ª giornata |                               |              |
| 19 dic. 2010 |                               | 17 apr. 2011 |
| 2-0          | Ergotelis-Panserraikos        | 4-0          |
| 1-1          | Kavala-Atromitos              | 0-0          |
| 0-0          | Panionios-Asteras Tripolis    | 1-3          |
| 0-1          | Panathinakos-Olympiakos Volos | 2-3          |
| 2-1          | Kerkyra-PAOK                  | 0-2          |
| 2-0          | Iraklis-AEK Atene             | 0-0          |
| 0-1          | Larissa-Olympiakos            | 0-6          |
| 0-2          | Aris-Skoda Xanthi             | 2-1          |